# 90e méridien ouest
Le 90e méridien ouest est le méridien situé à égale distance du méridien de Greenwich et du 180e méridien dans l'hémisphère ouest, en termes de longitude.

## Géographie

### Dimensions
Comme tous les autres méridiens, la longueur du 90e méridien correspond à une demi-circonférence terrestre, soit 20 003,932 km. Au niveau de l'équateur, il est distant du méridien de Greenwich de 10 018 km,.
Avec le 90e méridien est, il forme un grand cercle passant par les pôles géographiques terrestres.

## Régions traversées
En commençant par le pôle Nord et descendant vers le sud au pôle Sud, Le 90e méridien ouest passe par :
| Coordonnées          | Pays, territoire ou mer | Notes |
| -------------------- | ----------------------- | --- |
| 90° 00′ N, 90° 00′ O | Océan Arctique          | |
| 81° 54′ N, 90° 00′ O | Canada                  | Nunavut — Île Ellesmere |
| 81° 01′ N, 90° 00′ O | Détroit de Nansen       | |
| 80° 31′ N, 90° 00′ O | Canada                  | Nunavut — Île Axel Heiberg |
| 78° 17′ N, 90° 00′ O | Baie Norwegian          | |
| 77° 22′ N, 90° 00′ O | Canada                  | Nunavut — Île Graham |
| 77° 13′ N, 90° 00′ O | Baie Norwegian          | |
| 76° 50′ N, 90° 00′ O | Canada                  | Nunavut — Île du Kent Septentrional (en) et Île Devon |
| 74° 34′ N, 90° 00′ O | Détroit de Barrow       | |
| 74° 04′ N, 90° 00′ O | Canada                  | Nunavut — Île du Prince Léopold |
| 73° 59′ N, 90° 00′ O | Crique du Prince Regent | |
| 72° 04′ N, 90° 00′ O | Canada                  | Nunavut — Île de Baffin |
| 71° 31′ N, 90° 00′ O | Golfe de Boothia        | |
| 69° 07′ N, 90° 00′ O | Canada                  | Nunavut — plusieurs îles y compris Île Helen, et le continent |
| 63° 46′ N, 90° 00′ O | Baie de Hudson          | |
| 57° 01′ N, 90° 00′ O | Canada                  | Manitoba Ontario — à partir de 56° 13′ N, 90° 00′ O |
| 48° 03′ N, 90° 00′ O | États-Unis              | Minnesota |
| 47° 49′ N, 90° 00′ O | Lac Supérieur           | |
| 46° 41′ N, 90° 00′ O | États-Unis              | Michigan Wisconsin — à partir de 46° 19′ N, 90° 00′ O, passe par Reedsburg (à 43° 32′ N, 90° 00′ O) Illinois — à partir de 42° 30′ N, 90° 00′ O Missouri — à partir de 37° 58′ N, 90° 00′ O, Passe 2 km à l'est de Sainte-Geneviève Arkansas — à partir de 36° 00′ N, 90° 00′ O Tennessee — à partir de 35° 33′ N, 90° 00′ O, passe par Memphis (à 35° 08′ N, 90° 00′ O) Mississippi — à partir de 35° 00′ N, 90° 00′ O, passe par Brandon (à 32° 17′ N, 90° 00′ O) une banlieue de Jackson Louisiane — à partir de 31° 00′ N, 90° 00′ O, passe par La Nouvelle-Orléans (à 30° 02,5′ N, 90° 00′ O) |
| 29° 13′ N, 90° 00′ O | Golfe du Mexique        | |
| 21° 10′ N, 90° 00′ O | Mexique                 | Yucatán Campeche — à partir de 20° 28′ N, 90° 00′ O |
| 17° 49′ N, 90° 00′ O | Guatemala               | Passe par Jalapa |
| 13° 57′ N, 90° 00′ O | Salvador                | |
| 13° 41′ N, 90° 00′ O | Océan Pacifique         | Passe juste à l'ouest de l'Île Genovesa, Îles Galápagos, Équateur (à 0° 19′ N, 89° 58′ O) Passe juste entre l'Île Santa Fé et l'Île Santa Cruz, Îles Galápagos, Équateur (à 0° 49′ S, 90° 02′ O) |
| 60° 00′ S, 90° 00′ O | Océan Austral           | |
| 72° 28′ S, 90° 00′ O | Antarctique             | passe à l'est de l'île Pierre Ier Frontière entre Liste des territoires (côté occidental) et Province de l'Antarctique chilien (côté oriental), revendiqué par le Chili |